# Fliknattljus
Fliknattljus (Oenothera laciniata) är en dunörtsväxtart som beskrevs av John Hill. Fliknattljus ingår i släktet nattljussläktet, och familjen dunörtsväxter. Inga underarter finns listade i Catalogue of Life.

## Bildgalleri

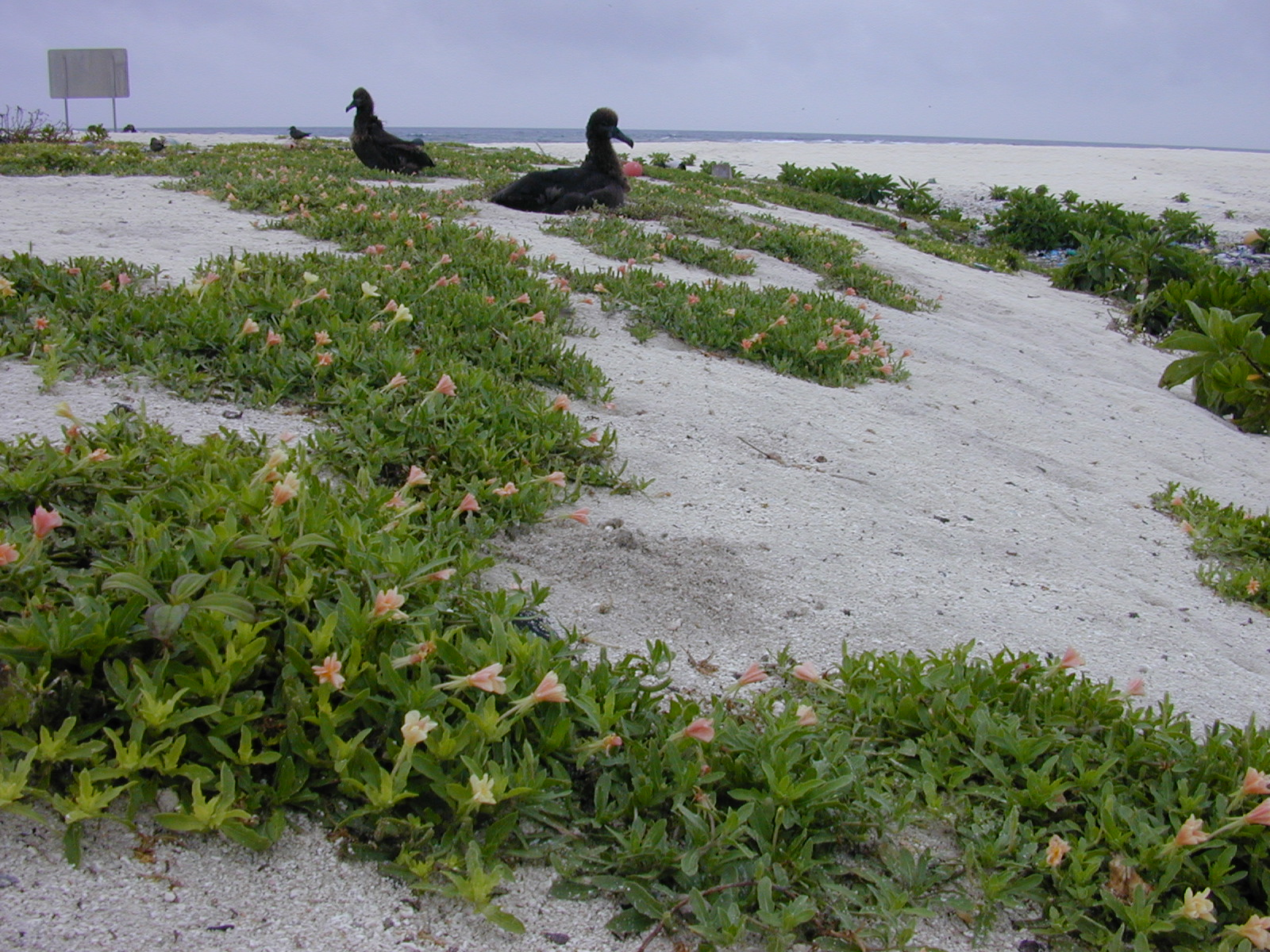
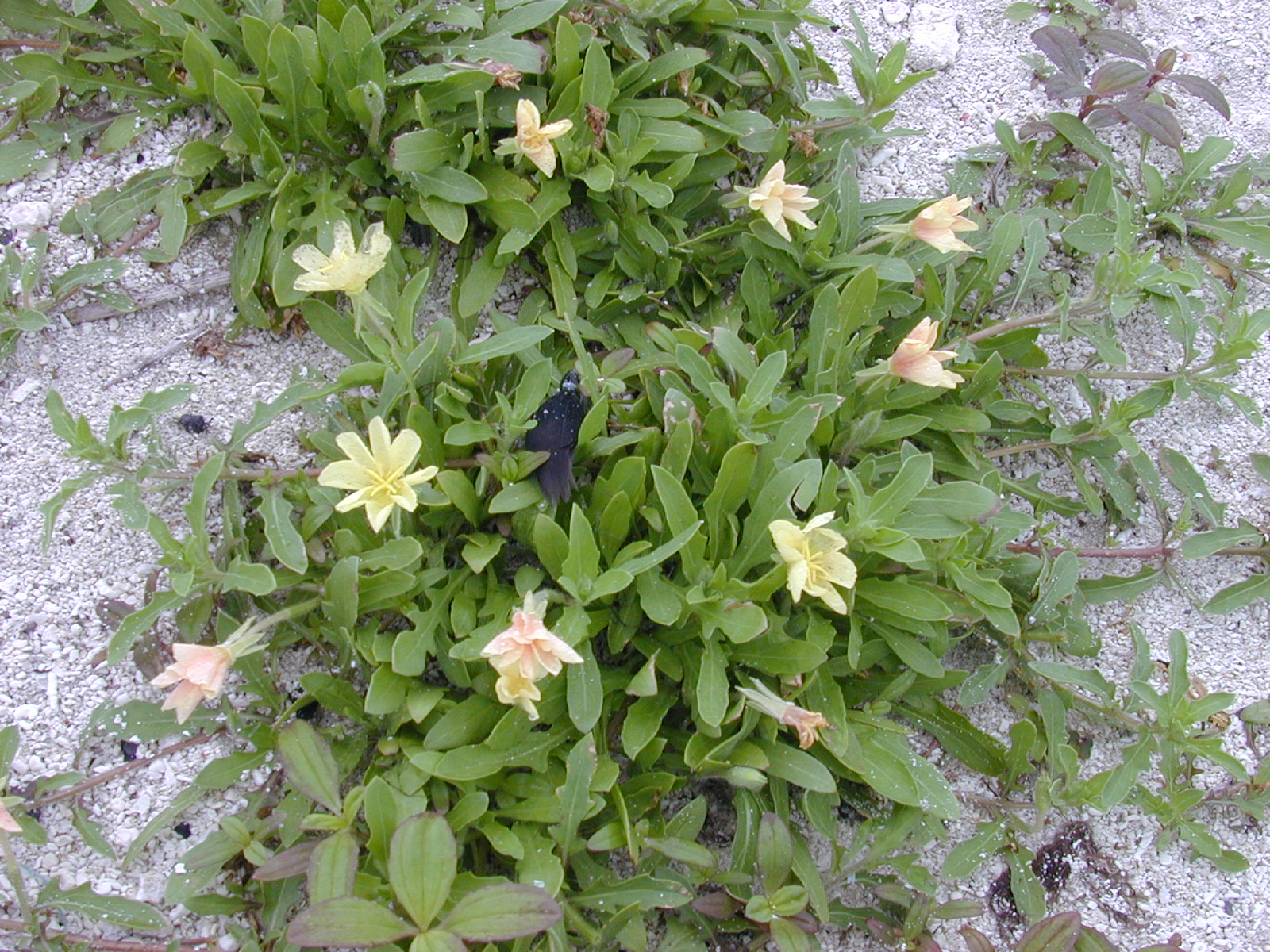
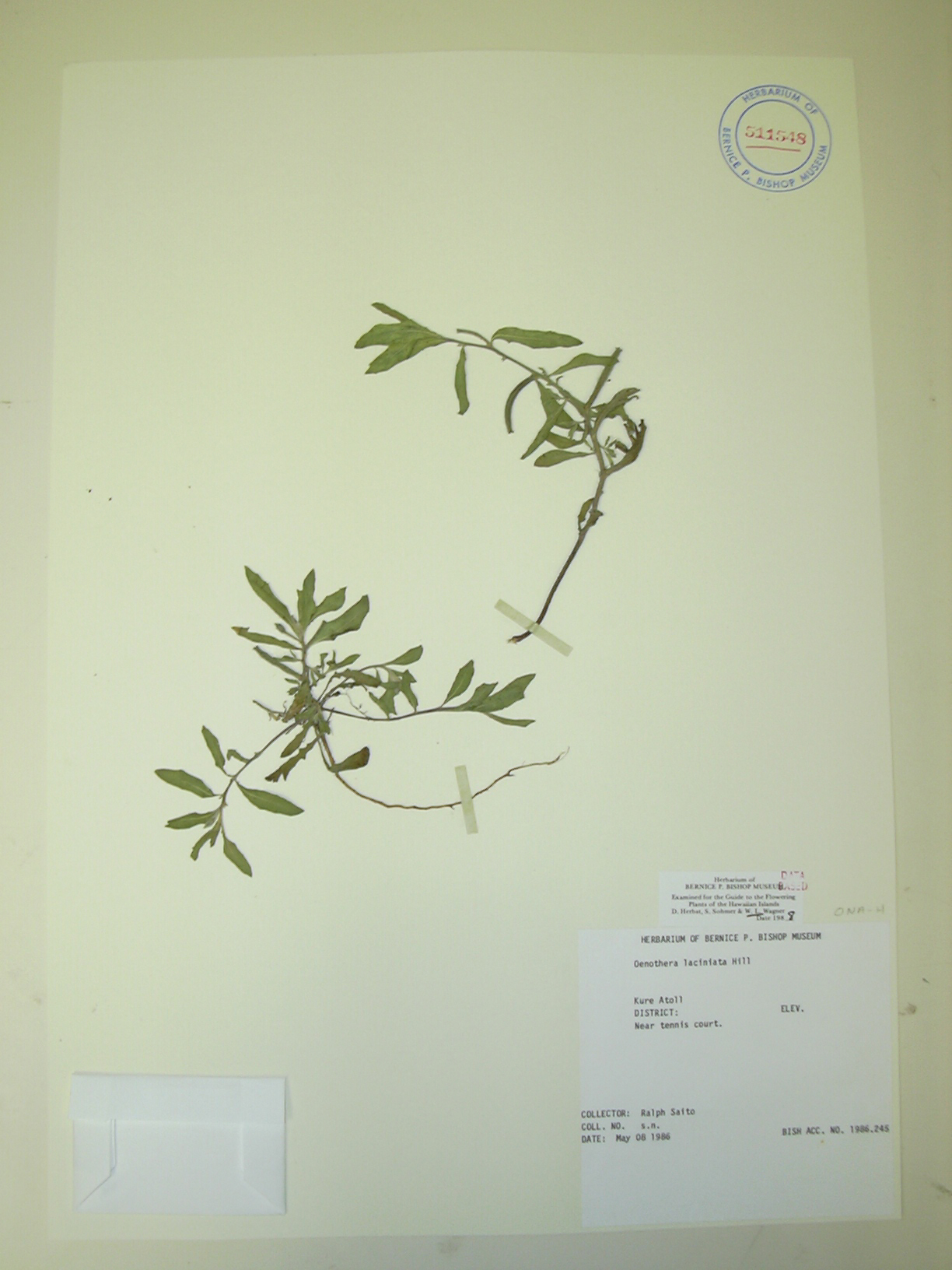
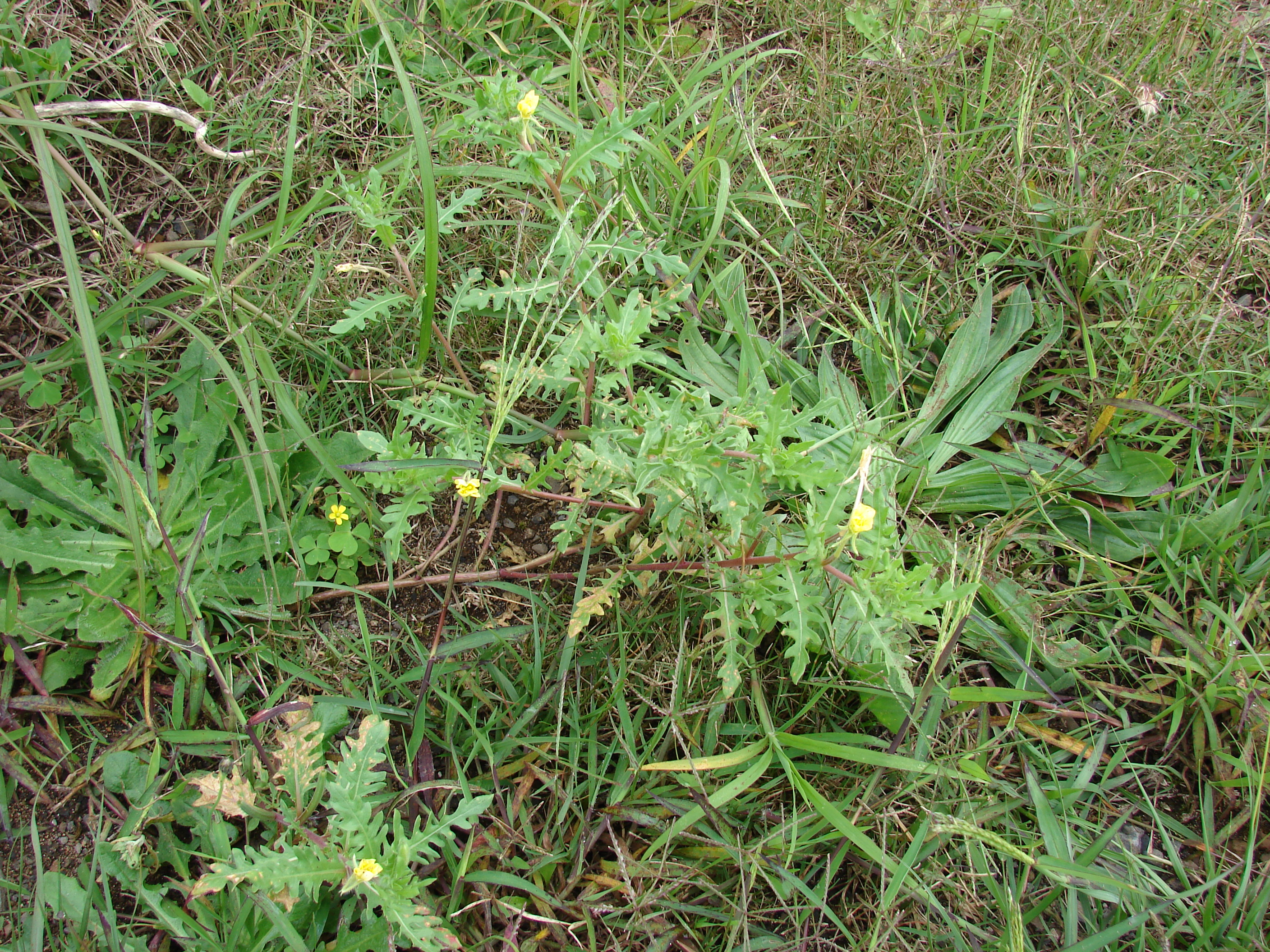
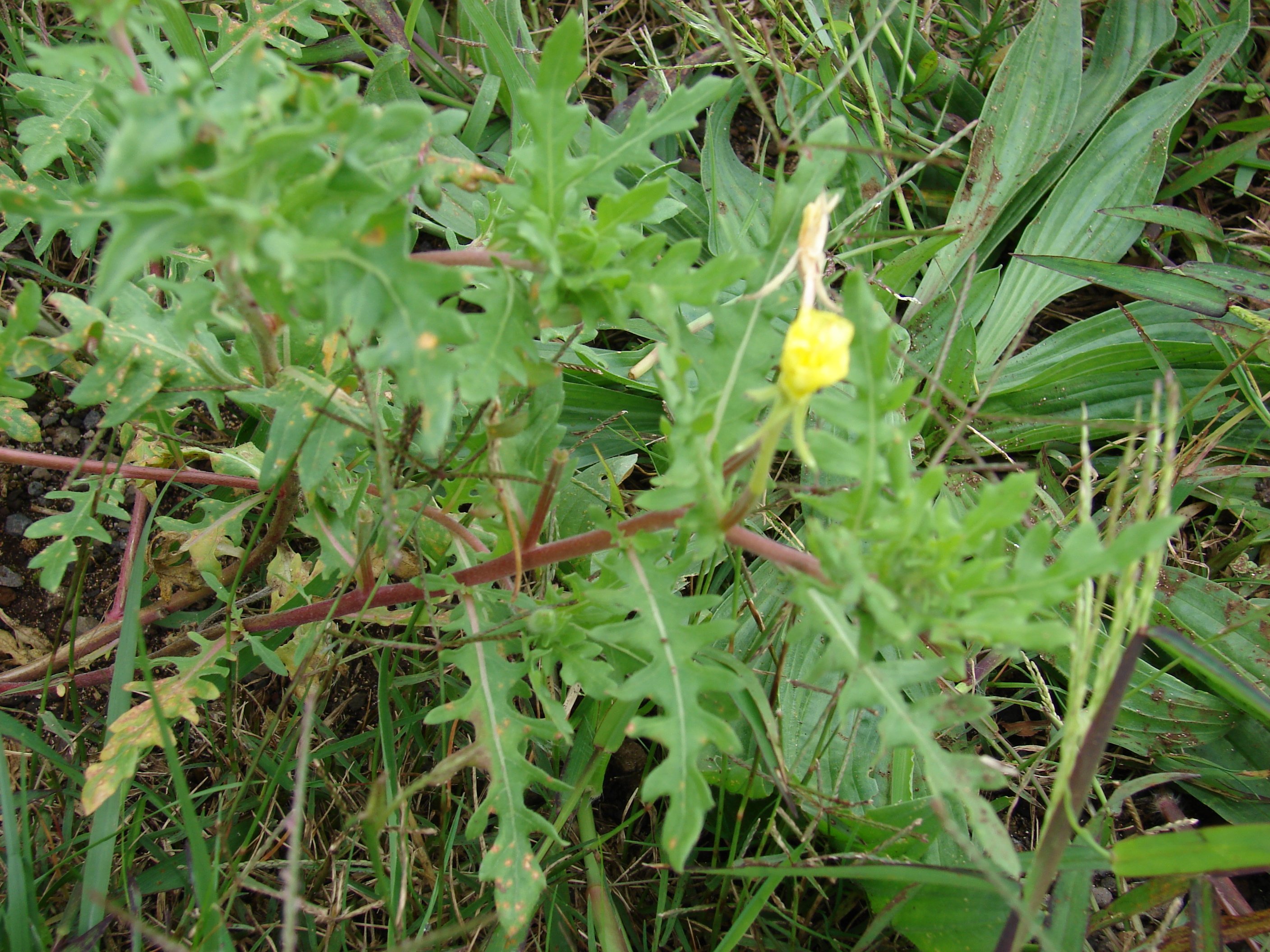
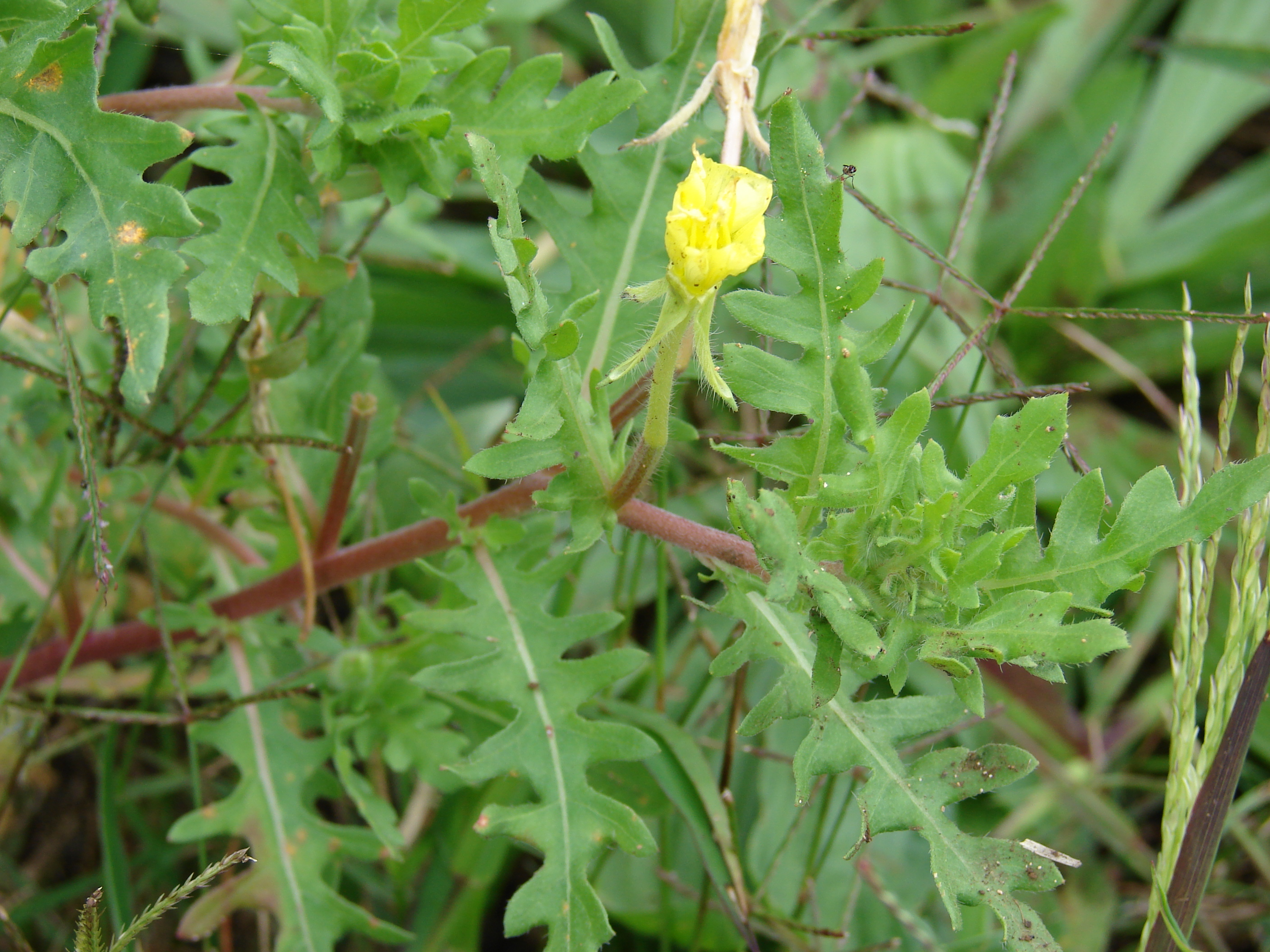